# Joseph Perceval
 (janvier 2021).
Si vous disposez d'ouvrages ou d'articles de référence ou si vous connaissez des sites web de qualité traitant du thème abordé ici, merci de compléter l'article en donnant les références utiles à sa vérifiabilité et en les liant à la section « Notes et références ».
Pour les articles homonymes, voir Perceval (homonymie).
 (septembre 2020).
Joseph Perceval, né le 1er novembre 1911 aux Marches en Savoie et mort le 6 septembre 1952 en Indochine, est un officier français mort au combat.

## Enfance
Joseph Perceval a vu le jour le 1er décembre 1911, en Savoie, au village Les Marches. Il perd, très jeune, sa mère, puis son père ; son éducation est prise en charge par un oncle.

## Afrique et formation militaire
Il s'engage en 1932 et se voit affecté à l'Armée d'Afrique (1er Régiment de Zouaves marocains), puis aux goumiers marocains (les « Goums »). Son apprentissage du commandement et de la vie militaire est marqué par ces années marocaines. En 1938, avec le grade de sergent-chef, il entre à l’École de formation d'officiers de Saint-Maixent-l'Ecole, l’École militaire d'infanterie (EMI). Il est nommé sous-lieutenant le 1er septembre 1939 (109e Régiment d'Infanterie, basé à Chaumont, dont la devise est « Renaître et vaincre »).

## Seconde Guerre mondiale
Commandant de corps franc, il est grièvement blessé en juin 1940, à Crapeaumesnil. Après un long périple, notamment par barque sur l'Aisne, il est fait prisonnier avec ses soldats. Conduit en transit par le jardin du palais de l'Élysée, il s'évade durant la nuit en escaladant une grille à l'aide d'un tas de charbon. Un coup de bicyclette, un peu d'aide généreuse, et il rejoint son oncle directeur d'école à Saint-Maur-des-Fossés, en bord de Marne. Puis il retrouve l'Armée française (41e Régiment d'Infanterie), en attente, et demande énergiquement sa mutation chez les Zouaves du Maroc, qu'il obtient (un Régiment de Tirailleurs Marocains). Il débarque à Casablanca en novembre 1940. Il est promu lieutenant et affecté à l'Armée d'Afrique-Occidentale française, à Sakélé, au Dahomey (Bénin, depuis 1975), en novembre 1941.
Il passe de sa propre initiative au Tchad, en janvier 1942. Le 15 janvier, à Fort-Lamy, il se place au service des Forces françaises libres et rencontre le général Philippe Leclerc de Hauteclocque, qui lui accordera une grande confiance. Il commande alors une compagnie de Tirailleurs Sénégalais (Régiment de Tirailleurs Sénégalais du Tchad, qui deviendra le Régiment de marche du Tchad, dans la 2e Division Blindée de Leclerc). Il est actif dans les opérations conduites durant la campagne de Tunisie (à partir de mars 1943), où sa bravoure et son audace s'illustrent. Il devient capitaine en novembre 1943, rejoint ensuite l'Angleterre et débarque en France en août 1944. Le capitaine J. Perceval participe alors à la libération de Paris (25 août 1944), avec les différentes unités de la 2e DB. La guerre se poursuit avec la campagne d'Alsace, la prise de Strasbourg - aboutissement du serment fait à l'issue de la bataille de Koufra - ; puis c'est l'entrée en Allemagne, qui le conduit jusqu'au quartier général de Berchtesgaden, dans les Alpes bavaroises.
À la fin de la guerre, il est nommé chef de bataillon (commandant).

## Guerre d'Indochine
Le chef de bataillon J. Perceval accoste en Indochine, au nord du pays (Tonkin / Haut Pays ou Pays Thaï), en juin 1948 (6e régiment d'infanterie coloniale). Son sens du commandement et de la proximité avec les habitants confèrent à son action une grande efficacité. Après un séjour en France, il retourne en Indochine, dans un autre secteur, à Phu Ly, capitale de l'actuelle province de Hà Nam (janvier 1951). Alors qu'il fait la tournée des postes en compagnie de son successeur, il tombe dans un piège, le 6 septembre 1952, tendu par des combattants du Viet Minh.

## Vie privée
Marié, le commandant J. Perceval était père de quatre enfants.

## Décorations
- Officier de la Légion d'honneur
- Compagnon de la Libération par décret du 2 juin 1943
- Croix de guerre 1939–1945 (4 citations)
- Croix de guerre des Théâtres d'opérations extérieurs (2 citations)
- Médaille coloniale avec agrafes "Sahara", "Maroc", "AFL", "Fezzan-Tripolitaine", "E-O"
- Insigne des blessés militaires
- Médaille commémorative des services volontaires dans la France libre
- Croix militaire (Royaume-Uni)
- Presidential Unit Citation (États-Unis)

## Hommages
- Trois rues en France portent son nom, dont une à Chambéry.
- Le 6 décembre 2012, la promotion du 4e bataillon de l'École spéciale militaire de Saint Cyr (Bataillon des OSC, environ 270 Officiers Sous Contrat : OSCE, OSCP, OSCS et EOX. Mais également les officiers de réserve issus des formations FIOR1, FIOR2 et FAOR) a reçu à Guer, aux écoles de Saint-Cyr Coëtquidan le nom de baptême "Promotion Chef de Bataillon Joseph Perceval". Un chant dédié au parrain de la promotion, ainsi qu'un insigne ("pucelle") spécifique - rappelant symboliquement le parcours militaire de ce parrain - ont été créés et présentés, à cette occasion.